# Quero Ver Você não Chorar
Quero Ver Você não Chorar é um jingle criado por Edison Borges de Abrantes, o Passarinho, para o então Banco Nacional e lançado no Natal de 1971. O jingle foi encomendado por Lula Vieira, que era diretor de criação da agência que atendia o referido banco. O jingle foi utilizado então em diversos comerciais de televisão, sendo a versão mais lembrada de todas a de 1988, na qual um menino vence vários obstáculos com sua bicicleta para chegar a tempo de cantar as últimas palavras da letra com um coral infantil. Com o fim do Banco Nacional, “Quero ver você não chorar” se tornou jingle das Lojas Marabraz, cantado desta vez pela dupla Zezé di Camargo e Luciano.